# Фраццано
Фраццано (італ. Frazzanò, сиц. Frazzanò) — муніципалітет в Італії, у регіоні Сицилія,  метрополійне місто Мессіна.
Фраццано розташоване на відстані близько 470 км на південний схід від Рима, 125 км на схід від Палермо, 75 км на захід від Мессіни.
Населення — 728 осіб (2014).

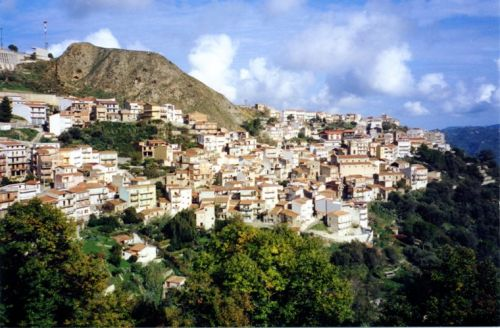

Щорічний фестиваль відбувається 10 серпня. Покровитель — San Lorenzo da Frazzanò.

## Демографія
Населення за роками:

Станом на 1 січня 2023 року в муніципалітеті офіційно проживало 14 іноземців з 5 країн, серед них 8 громадян країн Євросоюзу.

## Сусідні муніципалітети
- Капрі-Леоне
- Галаті-Мамертіно
- Лонджі
- Мірто
- Сан-Марко-д'Алунціо
- Сан-Сальваторе-ді-Фіталія